# زیردریایی تیپ ای۱
زیردریایی تیپ ای۱ (به انگلیسی: Type A1 submarine) یک زیردریایی است که طول آن 372.8 ft می‌باشد.